# Belciades japix
Belciades japix är en fjärilsart som beskrevs av Otto Staudinger 1892. Belciades japix ingår i släktet Belciades och familjen nattflyn. Inga underarter finns listade i Catalogue of Life.